# Andreas Thiel
Andreas Thiel (nascut el 3 de març de 1960 a Lünen, Rin del Nord-Westfàlia), és un exjugador d'handbol alemany que va competir als Jocs Olímpics d'Estiu de 1984, als Jocs Olímpics d'Estiu de 1992, i als Jocs Olímpics d'Estiu de 1996.
El 1984 va formar part de la selecció de la República Federal Alemanya que va guanyar la medalla d'argent a les Olimpíades de Los Angeles. Hi va jugar tots sis partits com a porter.
Vuit anys més tard formà part de la selecció alemanya que acabà vuitena a les Olimpíades de Barcelona 1992. Hi va jugar cinc partits com a porter.
El 1996 a les Olimpiades d'Atlanta 1996 hi va jugar tots sis partits, novament com a porter.